# Attila Polonkai
Attila Polonkai est un footballeur hongrois né le 12 juin 1979 à Budapest.

## Carrière
- 1997-1998 : Budapest VSC  Hongrie
- 1998-1999 : Szegedi LC  Hongrie
- 1999-2000 : Budapest VSC  Hongrie
- 2000-2003 : Vasas SC  Hongrie
- 2003-2005 : Újpest FC  Hongrie
- 2005-2008 : Rákospalotai EAC  Hongrie
- Depuis 2008 : FC Fehérvár  Hongrie

## Sélections
- 3 sélections et 0 but avec la  Hongrie entre 2003 et 2006.